# Яків Жураківський
Жураківський Яків Михайлович (*р. н. невід. — †1704) — український шляхтич гербу Сас, військовий діяч, сотник Глухівської сотні, Ніжинський полковник у 1678–1685 роках.

## Біографія
Походив з козацького старшинського роду Жураківських. Син Михайла Жураківського, Сосницького сотника Чернігівського полку. За часів гетьмана І.Мазепи був глухівським сотником у 1669, 1672, 1675 роках.
Брав участь в обороні Чигирина під час наступу турецько-татарських військ на Україну у 1677 році.
Згодом призначається у 1677 році Ніжинським полковником. На цій посаді він перебував до 1682 року. 
Брав участь в обороні Чигирина під час наступу турецько-татарських військ на Україну у 1677 році.
Іван Самойлович, очевидно, запідозрив ніжинського полковника в опозиційних діях, бо в 1682 останній був позбавлений уряду і маетностей. 
Іван Мазепа, прийшовши до влади, в універсалі від 1 вересня 1687 зазначав: 
| «Респектуючи за значныя п. Якова Жураковскаго, знатного товарища войскового, в войску запорожском прислуги, приворочаем ему в сотні Глуховской находящиеся его Слободу с Малою Слободкою и с. ГЦебру, которыми он и перед тім пользовался». |
Тобто старому старшині були повернуті втрачені ним маєтності. Яків Жураковський невдовзі був залучений до виконання різноманітних гетьманських завдань. Так , у червні 1690 він контролював вибори у Переяславському полку. У липні 1694 значний військовий товариш розмежовував володіння Київського Межигірського та Київського Братського монастирів.
Гетьман залучив до своєї команди синів Жураковського — Василя та Лук’яна. Перший згадується у джерелах за 1695 як ямпільський сотник. Лук’ян же у 1694 обіймав уряд ніжинського полкового осавула, з 1699 по 1708 — полкового судді. Причому після смерті ніжинського полковника І. Обидовського у 1701 він до 1708 був наказним полковником. 

## Родина
Діти:
- Лук'ян (д/н—1718)
- Василь (д/н—1730)